# Charcysk
Charcysk (ukr. Харцизьк, Charcyźk) – miasto na Ukrainie w obwodzie donieckim, w Donieckim Zagłębiu Węglowym.
Od 2014 roku znajduje się pod kontrolą Donieckiej Republiki Ludowej.

## Demografia
- 2006 – 65 000
- 2011 – 60 016
- 2014 – 58 641[1]

## Gospodarka
W mieście rozwinął się przemysł hutniczy, maszynowy, metalowy oraz spożywczy. Ośrodek wydobycia węgla kamiennego.